# Quảng trường Thị trấn mới, Warszawa

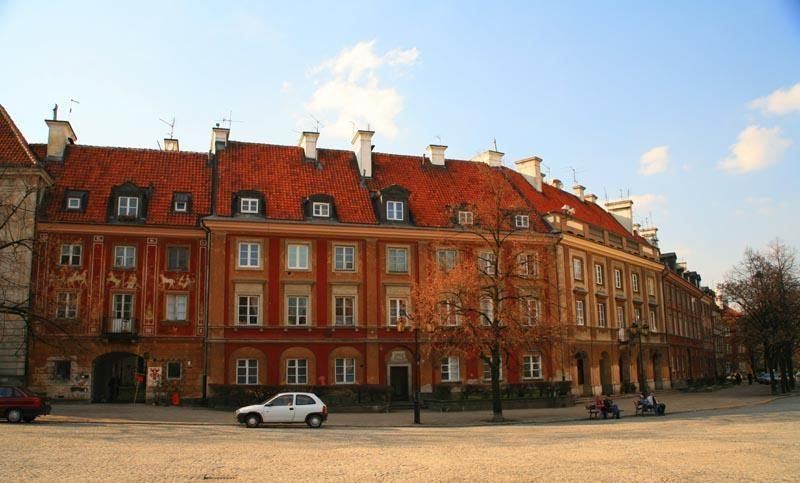
Phía bắc của quảng trường

Quảng trường thị trấn mới (tiếng Ba Lan: Rynek Nowego Miasta) là quảng trường chính của Thị trấn mới Warsaw thuộc Warsaw, Ba Lan.
Nó được hình thành trước năm 1408, là quảng trường chính của Thị trấn mới Warsaw. Ban đầu nó có hình chữ nhật (hiện nay không còn nữa), với diện tích 140 x 120 mét. Vào thế kỷ 15, một tòa thị chính bằng gỗ được xây dựng ở trung tâm quảng trường và các tòa nhà dân cư cũng được xây dựng xung quanh. Năm 1544, quảng trường bị hư hại do hỏa hoạn và tòa thị chính được xây dựng lại bằng gạch. Phần còn lại của các tòa nhà vẫn bằng gỗ.
Năm 1656, quảng trường đã bị người Thụy Điển đốt cháy, trong thời kỳ Deluge. Việc xây dựng lại rất chậm, và tòa thị chính được xây dựng lại vào năm 1680. Năm 1688, nhà thờ Baroque Saint Kazimierz được xây dựng bởi kiến trúc sư người Hà Lan Tylman van Gameren. Vào nửa sau của thế kỷ 18, các tòa nhà dân cư bằng gỗ đã được thay thế bằng những ngôi nhà bằng gạch. Năm 1785, tòa thị chính được xây dựng lại một phần và một số cửa hàng đã được mọc lên. Năm 1818, tòa thị chính bị phá hủy và quảng trường đã có được đặc tính của một khu chợ, kéo dài đến năm 1878. Sau đó, các tòa nhà trên quảng trường được mở rộng và xây dựng lại để tăng số lượng thợ thủ công và công nhân. Năm 1932, một bức tượng của Saint Klemens Hofbauer đã được đặt ở quảng trường.
Trong Thế chiến II, trong cuộc nổi dậy Warsaw năm 1944, quảng trường đã bị phá hủy hoàn toàn, 80% ngôi nhà bị phá hủy hoàn toàn, bao gồm cả nhà thờ. Sau chiến tranh, quảng trường được xây dựng lại theo phong cách thế kỷ 18. Việc tái thiết kéo dài đến năm 1955.
Một cái giếng được xây dựng thế kỷ 19 nằm ở phía nam của quảng trường.